# Lauren Cohan
Lauren Cohan (Philadelphia, 7 januari 1982) is een Amerikaanse-Britse actrice.

## Biografie
Cohan groeide op in New Jersey alvorens naar het Verenigd Koninkrijk te verhuizen. Ze studeerde daar drama en Engelse literatuur aan de Universiteit van Winchester. Ze hielp er mee een theatergezelschap op te richten, waarmee ze vervolgens op tournee ging. Haar filmdebuut was in 2005 met een bijrol in de film Casanova. Het jaar daarop had ze een grotere rol in de film Van Wilder: The Rise of Taj. Ze speelde verder mee in een aantal afleveringen van de televisieserie Supernatural en was ook te zien in The Vampire Diaries, waarin ze het personage Rose speelde, een gastrol. Daarnaast speelde ze in de serie Chuck een gastrol als Vivian Volkoff, de dochter van een internationale wapenhandelaar. Cohan kreeg in 2011 een grotere, vaste rol als Maggie Greene in de televisieserie The Walking Dead.

## Filmografie

### Film
- 2005: The Quiet Assassin, als Alessia
- 2005: Casanova, als zuster Beatrice
- 2006: Van Wilder: The Rise of Taj, als Charlotte Higginson
- 2008: Float, als Emily Fulton
- 2010: Young Alexander the Great, als Leto
- 2010: Practical, als Lauren
- 2010: Death Race 2, als September Jones
- 2014: Reach Me, als Kate
- 2016: The Boy, als Greta Evans
- 2016: Batman v Superman: Dawn of Justice, als Martha Wayne
- 2017: All Eyez on Me, als Leila Steinberg
- 2018: Mile 22, als Alice Kerr
- 2022: Catwoman: Hunted, als Julia Pennyworth (stemrol)

### Televisie
- 2007: The Bold and the Beautiful, als Forrester Creations-medewerker
- 2007-2008: Supernatural, als Bela Talbot
- 2008: Valentine, als Jonna Clay[2]
- 2009: Life, als Jackie Rolder
- 2010: Modern Family, als receptioniste
- 2010: Cold Case, als Rachel Malone '86
- 2010: CSI: NY, als Meredith Muir
- 2010-2012: The Vampire Diaries, als Rose
- 2011: Heavenly, als Lily
- 2011: Chuck, als Vivian McArthur Volkoff
- 2011-2018, 2020-2022: The Walking Dead, als Maggie Greene
- 2012: Childrens Hospital, als Lulu Pratt
- 2013: Law & Order: Special Victims Unit, als Avery Jordan
- 2014: Archer, als Juliana Calderon (stemrol)
- 2014: Tim & Eric's Bedtime Stories, als Stephanie
- 2016: The Mindy Project, als Ashley
- 2017: Robot Chicken, als Maggie Greene (stemrol)
- 2019: Whiskey Cavalier, als Francesca "Frankie" Trowbridge
- 2021, 2023: Invincible, als Holly (stemrol)
- 2021: The Walking Dead: Origins, als zichzelf
- 2023-heden: The Walking Dead: Dead City, als Maggie Greene